# HD 30823
HD 30823，又名BD+42 1081，SAO 39826、HR 1550，是一颗恒星，视星等为5.71，位于銀經162.71，銀緯-0.9，其B1900.0坐标为赤經4h 45m 43.8s，赤緯+42° -0.9′ 3″。